# Hardy Rawls
Pour les articles homonymes, voir Rawls.
Hardy Rawls est un acteur américain né le 18 novembre 1952 en Floride (États-Unis).

## Filmographie
- 1985 : D.A.R.Y.L. : Bull McKenzie
- 1987 : The Quick and the Dead (TV) : Joy the Blacksmith
- 1987 : Munchies : Big Ed
- 1987 : Bates Motel (TV) : Charlie Watson
- 1987 : Real Men de Dennis Feldman : Cop
- 1988 : Blue Movies : Henry
- 1988 : Daddy's Boys : Store Clerk
- 1989 : Pas nous, pas nous (See No Evil, Hear No Evil) : Beefy Tourist
- 2002 : An Ode to the Writer : Writer in Basement
- 2002 : New York, unité spéciale (saison 3, épisode 23) : détective Jimmy Moresco
- 2005 : New York, section criminelle (saison 4, épisode 10) : Mr. Frank